# FK Banga (damer)
FK Banga eller MFK Banga är ett fotbollslag för damer från staden Gargždai i Litauen. Klubben spelar i A lyga (damer) – den litauiska förstadivisionen.
Större matcher kan spelas på Gargždų miesto centrinis stadionas och alternativ stadion från "Minija" progymnasium.

## Meriter
- A lyga (damer): 
Brons: 2016, 2018, 2019

## Placering tidigare säsonger
| Säsong | Nivå | Liga           | Placering | Referens |
| ------ | ---- | -------------- | --------- | -------- |
| 2016   | 1    | A lyga (damer) | 3         | [ 4 ]    |
| 2017   | 1    | A lyga (damer) | 4         | [ 5 ]    |
| 2018   | 1    | A lyga (damer) | 3         | [ 6 ]    |
| 2019   | 1    | A lyga (damer) | 3         | [ 7 ]    |
| 2020   | 1    | A lyga (damer) | 4         | [ 8 ]    |
| 2021   | 1    | A lyga (damer) | 4         | [ 9 ]    |
| 2022   | 1    | A lyga (damer) | 6         | [ 10 ]   |
| 2023   | 1    | A lyga (damer) | 5         | [ 11 ]   |
| 2024   | 1    | A lyga (damer) | 5         | [ 12 ]   |
| 2025   | 1    | A lyga (damer) |           |          |

## Trupp 2024
Uppdaterad: 13 mars 2024 
| Nr | Land    | Pos | Namn                      |
| -- | ------- | --- | ------------------------- |
| 2  | Litauen |     | Laura Ubartaitė           |
| 4  | Litauen | MF  | Donata Švarcaitė          |
| 5  | Litauen | F   | Mišelė Korsakaitė         |
| 6  | Litauen | A   | Kristina Černavskich      |
| 7  | Litauen | A   | Evelina Petrauskaitė      |
| 9  | Litauen | MF  | Monika Judeikytė          |
| 10 | Litauen | A   | Lijana Gedminaitė         |
| 11 | Litauen | F   | Monika Grikšaitė (kapten) |
| 12 | Litauen | F   | Odeta Naujokaitė          |
| 13 | Litauen | A   | Roberta Tarasevičiūtė     |
| 14 | Litauen |     | Aina Skėrutė              |
| 15 | Litauen |     | Modesta Gečaitė           |

| Nr | Land    | Pos | Namn                |
| -- | ------- | --- | ------------------- |
| 17 | Litauen | MF  | Virginija Jokšaitė  |
| 18 | Litauen | F   | Tatjana Baličeva    |
| 23 | Litauen | MF  | Kamilė Pranulytė    |
| 25 | Litauen |     | Agnė Bonadrenko     |
| 26 | Litauen | MF  | Vitalija Žatkina    |
| 27 | Litauen | MF  | Laura Bagdonaitė    |
| 37 | Litauen | MF  | Austėja Lekavičiūtė |
| 55 | Litauen | MF  | Agnetė Kuprytė      |
| 69 | Litauen | MF  | Paulina Narbutaitė  |
| 97 | Litauen | A   | Akvilė Gedminaitė   |

## Kända spelare
- Lijana Gedminaitė
- Monika Grikšaitė